# Dorian Ștefan
Dorian Iosif Ștefan (Sibiu, 13 ottobre 1959) è un ex calciatore rumeno, di ruolo centrocampista.

## Carriera

### Club
Ștefan giocò con la maglia dell'Argeș Pitești, prima di passare al Victoria Bucarest. Tornò poi all'Argeș Pitești, trasferendosi successivamente ai norvegesi del Vålerengen. Debuttò nella 1. divisjon in data 29 aprile 1990, quando fu titolare nella sconfitta casalinga per 0-1 contro il Molde. Il 10 giugno, segnò l'unica rete: fu autore di un gol nel pareggio per 2-2 contro lo Strømsgodset.